# Lynn Harrell

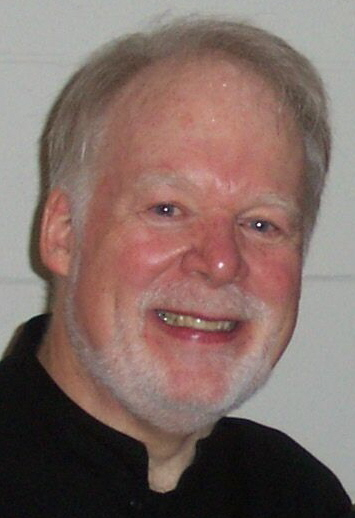
Lynn Harrell (2005)

Lynn Harrell (* 30. Januar 1944 in New York City; † 27. April 2020 in Santa Monica) war ein US-amerikanischer Violoncellist von internationalem Rang.

## Leben und Werk
Aus musikalischem Elternhaus stammend (der Vater Sänger, die Mutter Geigerin) entschied sich Harrel im Alter von acht Jahren für das Violoncello. Zu seinen Lehrern an der Juilliard School of Music in New York gehörten Lev Aronson, Leonard Rose und Orlando Cole. Danach besuchte er Meisterklassen von Pablo Casals und Gregor Piatigorsky. Sein Debüt gab er 1961 mit dem New York Philharmonic Orchestra in der New Yorker Carnegie Hall.
Im Alter von 18 Jahren bekam er 1962 eine Stelle als Cellist im Cleveland Orchestra (Dirigent: George Szell), dessen Solocellist er von 1964 bis 1971 war.
1971 begann er seine internationale Karriere als Solist und Kammermusikpartner.
Außerdem unterrichtete er an zahlreichen renommierten Instituten, wie der Royal Academy of Music (London), dem Cleveland Institute of Music, der New Yorker Juilliard School sowie dem Aspen Music Festival.
Von 1988 bis 1992 war er musikalischer Direktor des Los Angeles Philharmonic Institute, von 1986  bis 1993 war er Inhaber des „Gregor Piatigorsky Endowed Chair in Violoncello“ an der „USC Thornton School of Music“, ebenfalls in Los Angeles und damit direkter Nachfolger von Gregor Piatigorsky in dieser Position.
Zuletzt unterrichtete Harrell an der „Shepherds School of Music“ der Rice University in Houston/Texas.
Er spielte ein Montagnana-Cello von 1721 sowie ein Stradivari-Cello von 1673, das zuvor von der britischen Cellistin Jacqueline du Pré genutzt wurde und dieser von ihrer Patentante Ismena Holland geschenkt worden war.
Harrell starb am 27. April 2020 im Alter von 76 Jahren.

## Auszeichnungen
- Avery Fisher Prize 1975
- Ford Foundation Concert Artists’ Award
- Piatigorsky Award
- Grammy Award for Best Chamber Music Performance:
  - Vladimir Ashkenazy, Lynn Harrell & Itzhak Perlman für Beethoven: The Complete Piano Trios (1988)
  - Vladimir Ashkenazy, Lynn Harrell & Itzhak Perlman für Tchaikovsky: Piano Trio in a-Moll (1982)

## Auswahldiskographie
- Johann Sebastian Bach: Suiten für Violoncello solo
- Ludwig van Beethoven: Die Sonaten für Klavier und Violoncello (mit Vladimir Ashkenazy)
- Johannes Brahms: Sonaten für Klavier und Violoncello (mit Stephen Kovacevich)
- Franz Schubert: Klaviertrios (mit Vladimir Ashkenazy, Pinchas Zukerman)
- Serge Tanejew: Kammermusik (mit Vadim Repin, Ilya Gringolts, Nobuko Imai, Mikhail Pletnev)